# Kīwalaʻō
Kivalao (o. 1760. – 1782.) bio je havajski vladar, sin poglavice Kalaniopuu-a-Kaiamamaa i polubrat Keoue Kuahuule. Njegova je supruga bila Kekuiapoiua Liliha. Imali su kćer Keopuolani, koja je postala kraljica. Ubio ga je Keeaumoku Papaiahiahi, otac kraljice Kaahumanu.